# Prepona homonyma
Prepona homonyma är en fjärilsart som beskrevs av Felix Bryk 1939. Prepona homonyma ingår i släktet Prepona och familjen praktfjärilar. Inga underarter finns listade i Catalogue of Life.